# Corps Littuania

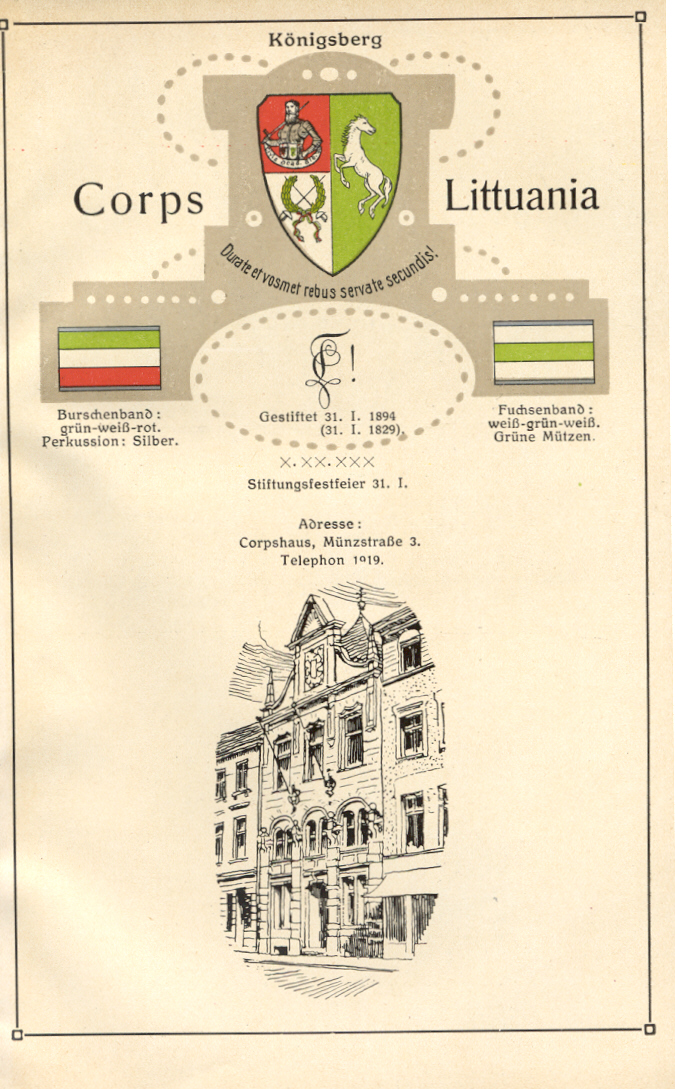
Corps Littuania de Königsberg

Le Corps Littuania est une fraternité étudiante de l'Université de Königsberg. Fondé en 1829, il se scinde en deux en 1848. En 1894, le nouveau corps rejoint le Convent des anciens de Königsberg. Il est suspendu en 1936 et est dissous en 2001. L'histoire du Littuania reflète de manière exemplaire la polarisation de la Prusse entre tendances conservatrices et libérales-progressistes au XIXe siècle. Aucune autre corporation n'a dû faire face à des conflits comparables à cause du Progrès (de). Ils sont restés irrésolus et ont des répercussions jusque dans les familles des descendants actuels.

## Littuania I-III
Le Lithuania I est fondé en 1820 en tant qu'association de pays dans le cadre de l'Allgemeine Burschenschaft (1819-1833) à l'Albertina. Le nom fait référence au paysage de la Prusse-Orientale, la Lituanie prussienne. Le Lithuania doit se dissoudre en 1822 dans le cadre de la persécution des démagogues après les décrets de Carlsbad d'août 1819. La Burschenschaft I de Königsberg, l'une des sept "généralités", qui a déjà été interdite en décembre 1819, est également touchée par cette décision. Les cercles non officiels Lithuania II (1823-1825) et Lithuania III (1827-1828) sont également créés au sein de la Burschenschaft générale. Parmi les membres de Lithuania III se trouvent Eduard Simson et Johann Jacoby, qui lui a recommandé de mener une existence de Biedermeier.

### Membres de la Landsmannschaft Lithuania (1820-1821)
- Johann Jacoby (1805–1877), médecin, pionnier de l'émancipation juive et d'un État constitutionnel prussien démocratique
- Julius Albert Siehr (1801–1876), député du parlement de Francfort

### Membres du Littauer-Kränzchen (1821–1828)
- Wilhelm Jordan (1819-1904), écrivain et homme politique
- Constantin Marcus (1806–1865), recteur de Gumbinnen, député du parlement de Francfort
- Gustav von Saltzwedel (1808–1897), président de district de Gumbinnen, député du parlement de Francfort
- Heinrich von Schirmeister (1817–1892), administrateur de l'arrondissement d'Insterbourg et de l'arrondissement de Darkehmen (de), député du parlement de Francfort
- Hermann Schmalz (de) (1807-1879), administrateur de l'arrondissement de Pillkallen, professeur à Dorpat, député du Reichstag
- Rudolf von Schön (1810–1891), général de cavalerie
- Eduard von Simson (1810–1899), député du Reichstag

## Littuania IV (Corpslandsmannschaft)

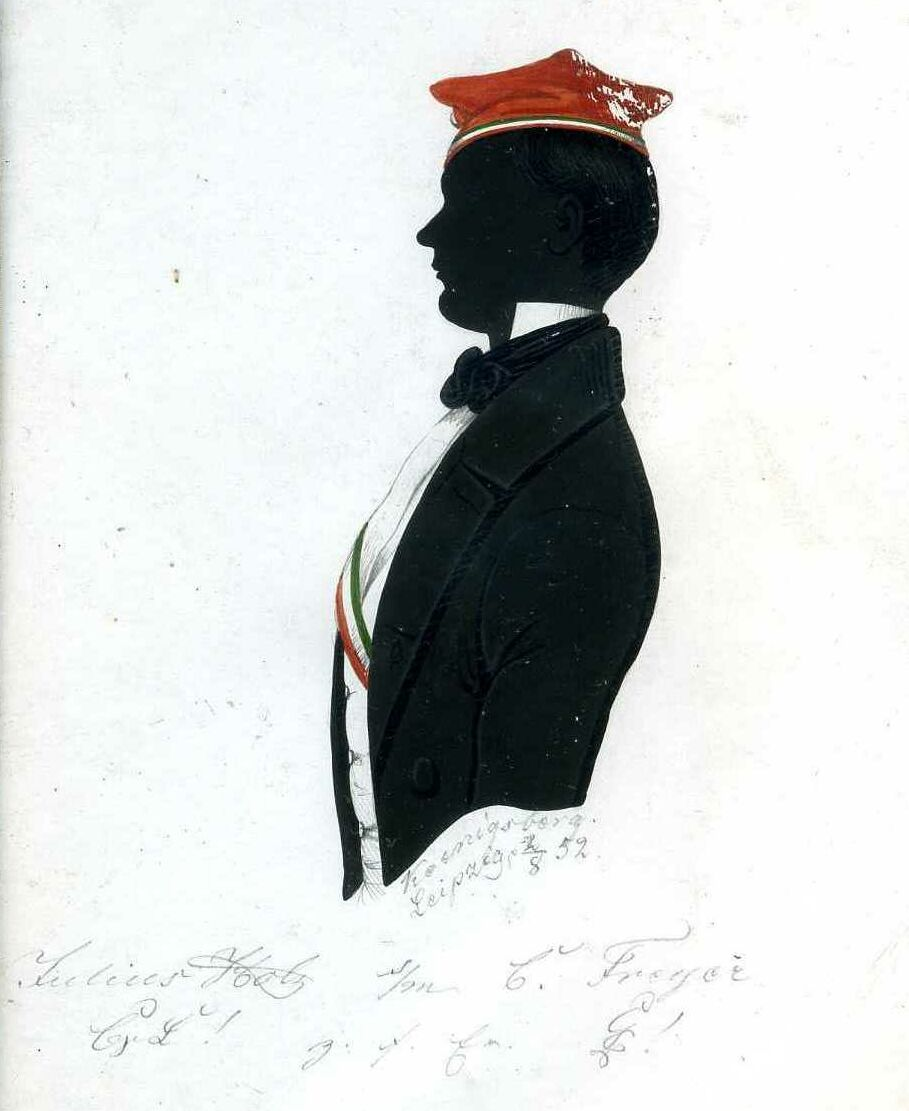
Julius Holz (1852)

Le Corpslandsmannschaft Littuania s'est constituée le 19 décembre 1828, mais elle considère le 31 janvier 1829 comme le jour de sa fondation. Le corps qui lui succède, l'Albertina Hamburg, commémore encore aujourd'hui cette date. Comme toujours, les membres de Littuania viennent principalement de l'école provinciale royale lituanienne à Tilsit et de l'école Frédéric de Gumbinnen. Son premier membre senior et plus tard honoraire est Gustav von Saltzwedel. Il choisit les couleurs vert-blanc-rouge. Le troisième jour de la fondation (1832), elle opte pour les armoiries dessinées par Franz Passauer avec le cheval blanc de Littau en train de monter. La devise adoptée est « Durate et vosmet rebus servate secundis ! » tirée de l'Énéide de Virgile.
Au cours de ses 20 premières années d'existence, le Littuania produit 56 pasteurs. Leurs paroisses se trouvent dans la partie nord (aujourd'hui russe) de la Prusse-Orientale. La Révolution allemande de 1848/1849 réduit le nombre d'étudiants en théologie en Lituanie. Il est à noter que le Corps Baltia Königsberg (de), fondée seulement en 1851, n'a pas de relève ecclésiastique.
Le 6 décembre 1836, il adopte la constitution du corps, à l'instar des autres "Landsmannschaften". La maison du corps est située au 37 Hohenzollernstraße. Au semestre d'été de 1848, au plus fort de la Révolution allemande de 1848/49, Hermann Meitzen est doyen du Littuania. Il préside l'assemblée communale du 20 mai 1848, au cours de laquelle est négociée et votée la proposition d'abolir "le corps". Elle est adoptée par 24 voix contre 16. Le 22 mai 1848, Meitzen et Schlenther informent officiellement la majorité que les Lituaniens mis en minorité souhaitent rester avec Fuchsenzeit et Satisfaction. La séparation est ainsi consommée. La plus grande "association" est favorable au Progrès et accorde les mêmes droits à tous ses membres. Elle conserve les couleurs vert, blanc et rouge. Les Tuch-Littauer s'appelent à partir du 6 mars 1861 Landsmannschaft Littuania. Pour la première fois dans l'histoire étudiante, il y a deux fraternités qui ont la même origine. L'Université Albertus a deux corporations différentes avec le même jour de fondation et les mêmes armoiries, ce qui n'empêche pas les amitiés entre les « frères de cœur » ; cependant, la division interne de la ligue n'est jamais surmontée.

### Membres (1829–1848)

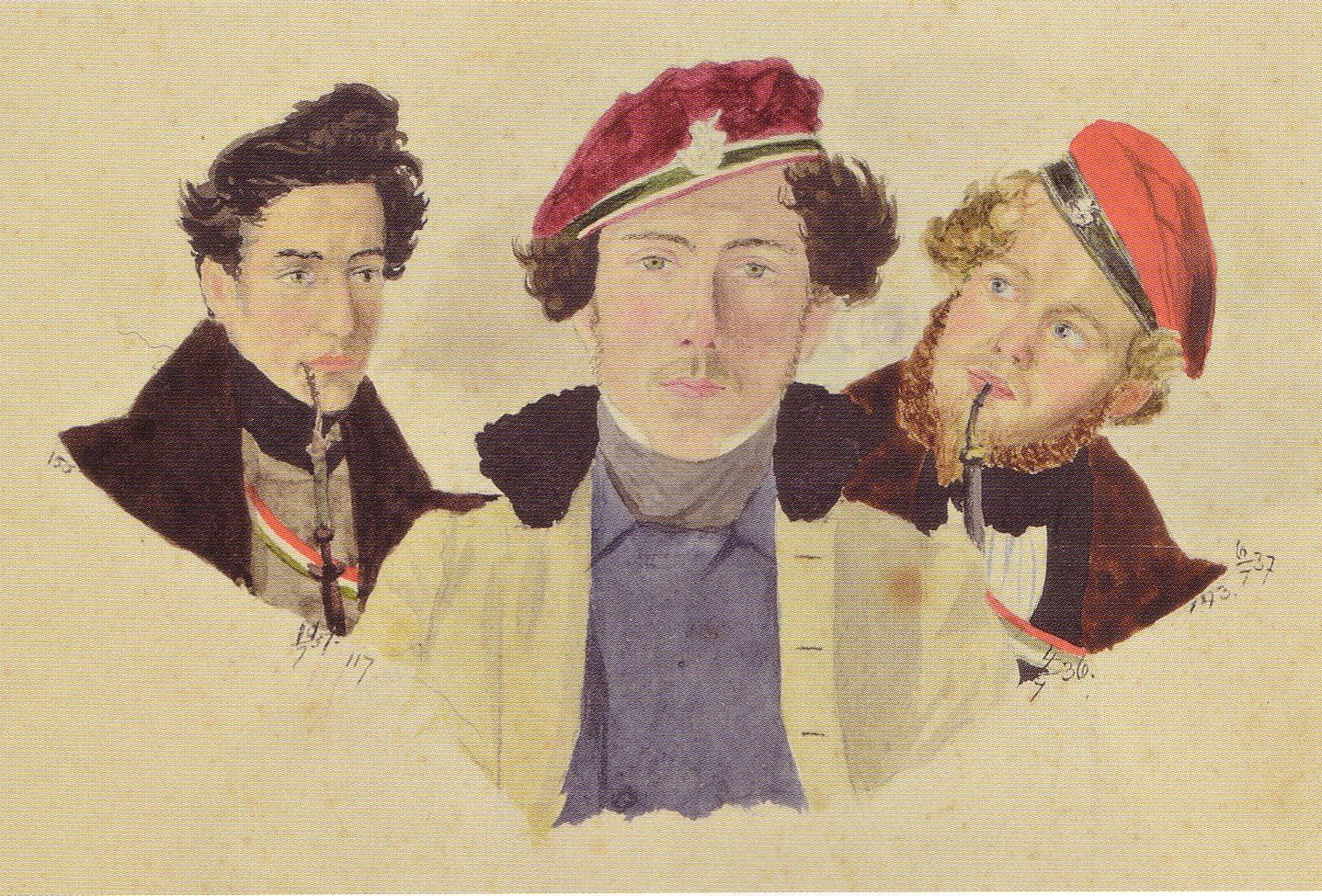
Lituaniens (Wilhelm Schmiedeberg, 1837)

- Robert Motherby (de) (1808–1861), médecin, propriétaire foncier, député de la chambre des représentants de Prusse
- Carl Schlick (de) (1809–1874), administrateur de l'arrondissement de Niederung, député de la chambre des représentants de Prusse
- Anton von Wegnern (1809–1891), président de district de Bromberg, député du parlement de Francfort
- Otto Conditt (de) (1810-1877), professeur de lycée à Königsberg et Tilsit, fonctionnaire dans l'administration scolaire prussienne
- Karl Ludwig Bender (de) (1811–1893), enseignant, journaliste, propriétaire foncier, député de la chambre des représentants de Prusse
- Friedrich Julius Morgen (de) (1811–1885), propriétaire foncier, médecin, député de la chambre des représentants de Prusse
- Oskar von Sanden (de) (1811-1874), administrateur de l'arrondissement de Ragnit, député de la chambre des représentants de Prusse
- Carl Heinrich Krauß (de) (1812-1849), professeur de mathématiques à Tilsit
- Friedrich Bielitz (de) (1813-1877), administrateur de l'arrondissement de Lötzen (de), propriétaire de manoir, député de la chambre des représentants de Prusse
- Siegfried von Brünneck-Bellschwitz (1814–1871), administrateur de l'arrondissement de Rosenberg-en-Prusse-Occidentale, député du Reichstag de la Confédération de l'Allemagne du Nord
- Rudolf Kowalski (de) (1815–1883), auditeur de corps à Posen
- Wilhelm Habrucker (de) (1815–1891), surintendant à Memel
- Carl Burchard (de) (1815-1903), administrateur de l'arrondissement de Gumbinnen, député du parlement de l'Union d'Erfurt, député de la chambre des représentants de Prusse
- Julius Arnoldt (1816-1892), philologue et directeur de lycée à Gumbinnen
- Friedrich Fernow (de) (1818–1890), propriétaire de manoir, député du Reichstag
- Alexander Zacher (de) (1814–1889), propriétaire foncier, député de la chambre des représentants de Prusse
- Sigismund Droese (de) (1822–1891), juge de district, député de la chambre des représentants de Prusse
- Leopold von Hoverbeck (de) (1822-1875), député du Reichstag, député de la chambre des représentants de Prusse
- Ernst Gottlieb Krantz (de) (1823–1890), avocat, député de la chambre des représentants de Prusse
- Waldemar Hoffheinz (de) (1823–1897), pasteur à Tilsit
- Arthur von Knobloch (1825-1901), administrateur de l'arrondissement de Labiau et de l'arrondissement de Czarnikau, propriétaire de manoir
- Rudolf Lipschitz (1832-1903), mathématicien
- Gustav Mehlhausen (de) (1823-1913), médecin prussien
- Franz Reich (de) (1826-1906), avocat, propriétaire de manoir, député de la chambre des représentants de Prusse
- Karl Riemer (de) (vers 1820–1868), administrateur de l'arrondissement de Stallupönen
- Konstanz von Saucken-Julienfelde (de) (1826–1891), député du Reichstag
- Daniel Schillock (de) (1826–1878), sénateur du Minnesota
- Heinrich Donalies (de) (1820–1886), juge en Prusse

## Silber-Litthuania (1848-1866)

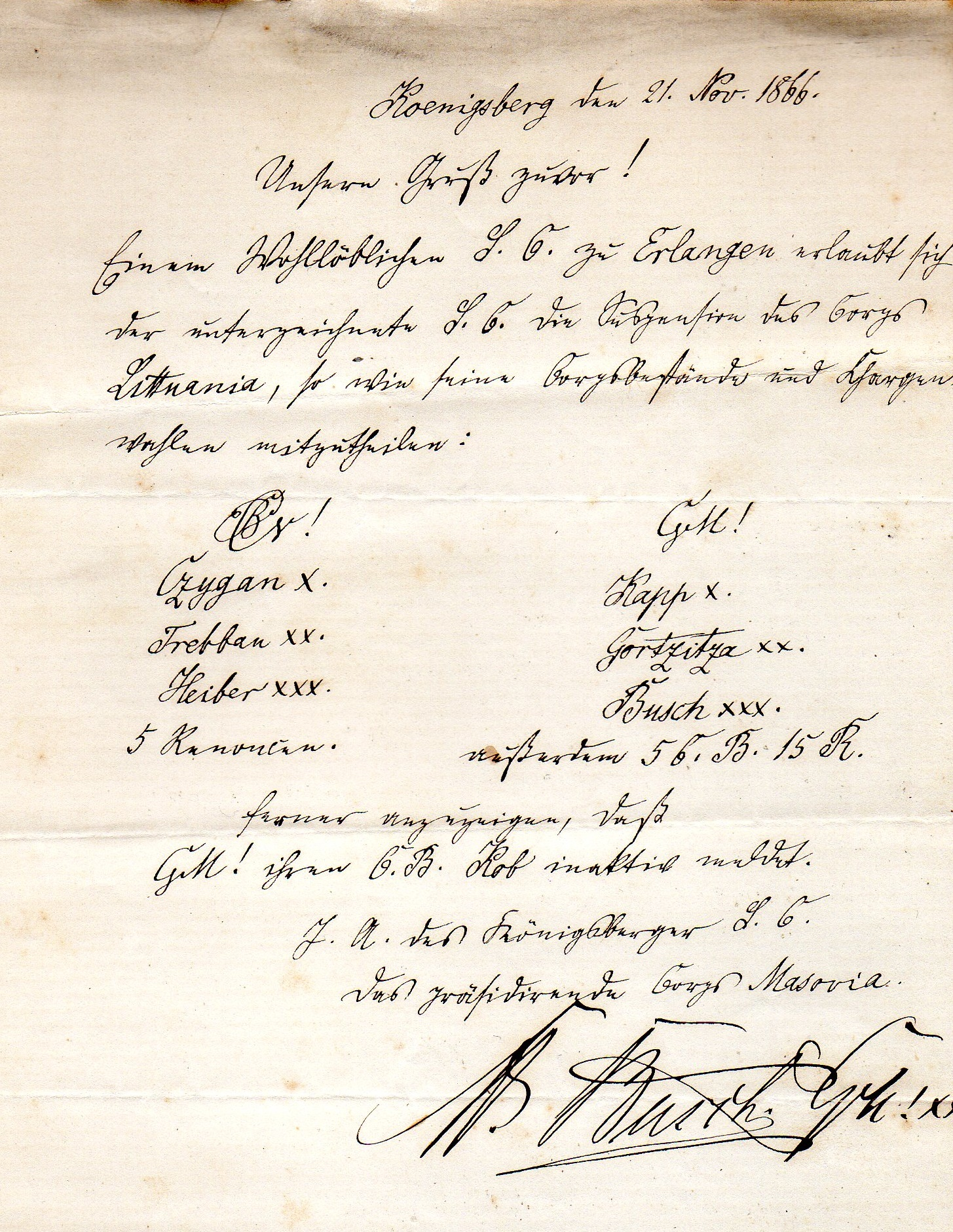
Message SC à la banlieue d'Erlangen

Depuis les années 1840, il existe un cartel avec le Corps Saxo-Borussia Heidelberg existait depuis les années 1840. Quatre Lituaniens et six Silber-Lituaniens deviennent Saxons-Prussiens : B. Kaeswurm, Gustav von Deutsch (de), Theodor Kaeswurm (de), v. Bötticher et K. c. Saucken, Julius Siegfried (de), v. Glasow, c. Stägen, v. Sperber et E.v. Saucken
Quatre Silber-Lituaniens et d'autres étudiants de Königsberg fondent le Corps Baltia Königsberg (de) en 1851. Les Silber-Lituaniens participent également la fondation du Corps Hansea Bonn et deviennent plus tard amis avec le Corps Marchia Berlin (de). Au semestre d'hiver 1851/52, Porrmann, qui a démissionné du corps à cause d'une réprimande, tombe dans le premier des trois duels au pistolet contre les accusés. Il est enterré avec des funérailles académiques.
Le 15 janvier 1864, le Silber-Lituaniens est le premier corps de Königsberg à annoncer au faubourg de Berlin (de) son adhésion à l'association Kösener SC. Masovia propose la même démarche au convent des anciens de Königsberg ; cela n'a pu pas être fait avec Baltia que lorsque les trois Corps se sont à nouveau réunis en SC en janvier 1865. En novembre 1866, le Silber-Litthuania doit suspendre définitivement ses activités, car la relève souhaitée n'est pas au rendez-vous, comme au Corps Marchia Breslau (de) et Corps Marchia Halle (de). Il rejoint les corps blancs (de) de l'Empire ou rejoint l'armée prussienne, qui a besoin de plus en plus d'officiers en raison de l'augmentation de l'armée.
Les Silver-Lituaniens n'ont vécu que 18 ans, mais à ce jour, ils éclipsent la réputation de la majorité des fraternités. En 1854, Baltia a offert au corps-mère, à l'occasion de la 25e fête de fondation, une corne à boire en argent qu'elle a récupérée en 1866 lors de sa suspension. Elle portait l'inscription : WIR WAREN, WERDEN ABER NICHT VERGESSEN SEIN.

### Membres

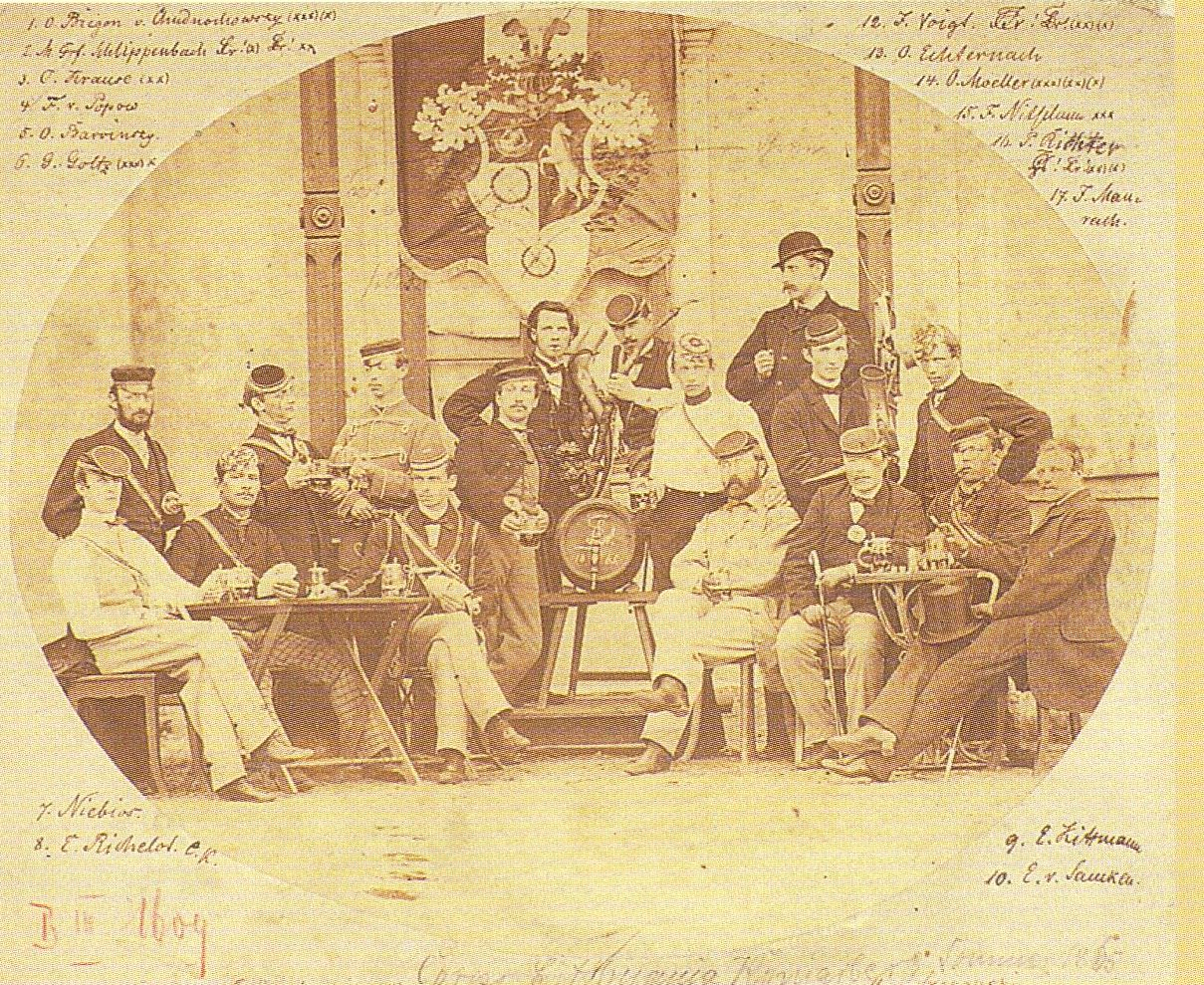
Lituaniens d'argent (1865)

- Heinrich von Schirmeister (1817–1892), administrateur de l'arrondissement d'Insterbourg et de l'arrondissement de Darkehmen (de), député du parlement de Francfort
- Gustav von Deutsch (de) (1825–1878), colonel pendant la guerre de Sécession
- Theodor Kaeswurm (de) (1825-1883), propriétaire de manoir, député de la chambre des représentants de Prusse
- August Wittich (de) (1826-1897), archiviste municipal et bibliothécaire municipal à Königsberg, fondateur du Corps Baltia
- Theodor Frommer (de) (1829-1901), juge de district, avocat, député de la chambre des représentants de Prusse
- Hermann Elgnowski (de) (1830–1895), juge à Berlin, député de la chambre des représentants de Prusse
- Adolf Richard Stellmacher (de) (1831-1907), Reichsgerichtsrat
- Bernhard Presting (de) (1831-1908), éducateur religieux
- Karl Sczepanski (de) (1832-1918), maire de Königsberg
- Adolf Wisselinck (de) (1832-1888), juge de district, maire de Thorn, député de la chambre des représentants de Prusse
- Theodor von Saß (de) (1833-1894), propriétaire du manoir, administrateur de l'arrondissement d'Heilsberg
- Charles Edward Gruenhagen (de) (1833–1907), président du tribunal de district, député de la chambre des représentants de Prusse
- Julius Siegfried (de) (1835-1901), directeur de l'arrondissement de Thionville, Sarrebourg et Hagenau
- Eduard Nitschmann (de) (1836-1906), général de division
- Eduard Kammer (de) (1839-1910), philologue classique et professeur de lycée
- Alfred Schultz (de) (1840-1904), sous-secrétaire d'État
- Hermann von Sperber (de) (1840-1908), propriétaire de manoir, député de la chambre des seigneurs de Prusse
- Paul von Bienenstamm (de) (1843-1911), responsable des finances, conseil collégial
- Karl von Gamp-Massaunen (de) (1846–1918), député du Reichstag

## Littuania en SC (1894)

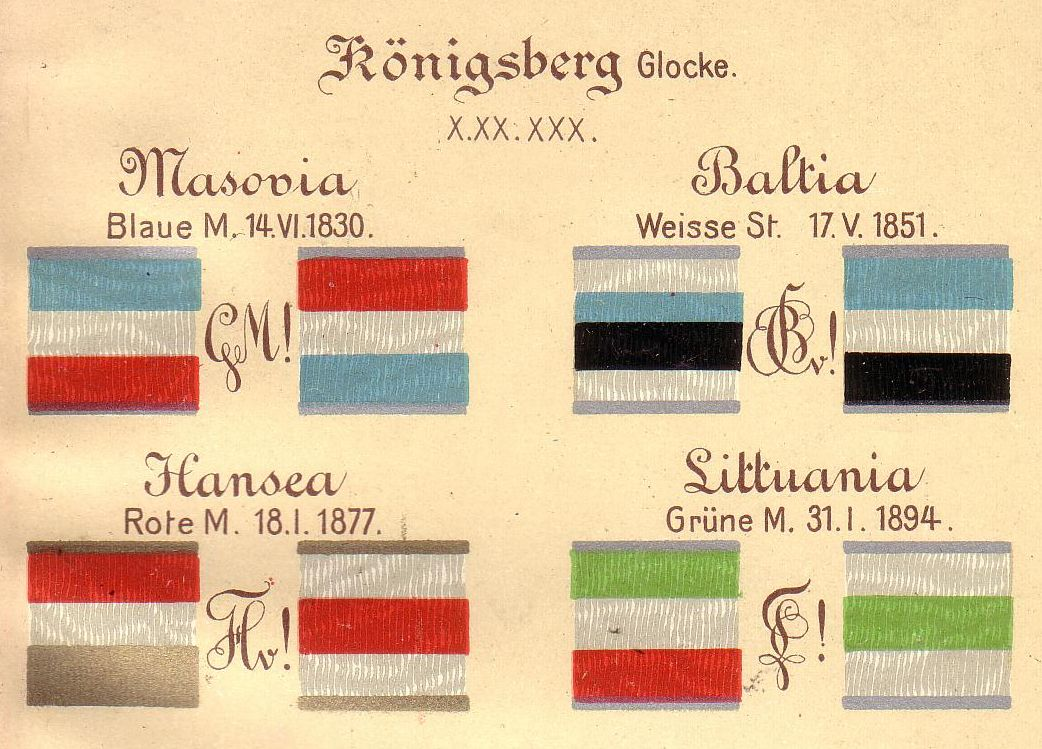
SC à Königsberg (1920)

Conseillée par Philipp Zorn et soutenue par le Corps Masovia , mais contre 68 voix dans ses propres rangs, la Landsmannschaft libre Littuania demande avec succès en 1894 à être admise comme corps dans la convent des anciens de Königsberg. 27 Silber-Lituaniens (dont 16 anciens Tuchlittauers) rejoignent le « nouveau » corps. Les médecins du Littuania poursuivant leurs études à Würzburg sont tous allés en tant qu'hôtes de passage auprès de l'association locale Makaria dans le couvent de la communauté de Cobourg (de). En 1913, le Littuania fait de Kurt Riedel le président du congrès de Kösen.
Depuis l'entrée de la Landsmannschaft Littuania dans la SC (1894), le conflit d'antériorité couve. Comme en 1895 et 1898, le Corps Littuania dépose en 1913 une demande pour pouvoir utiliser le 29 janvier 1829 comme date de fondation de la Landsmannschaft du Corps Lithuania. Elle se heurte (une fois de plus) à l'opposition unie des autres couvents de garçons du corps. Au cours des batailles oratoires, des suites de la PP sont renversées. Le Littauer Busch inactif transmet aux trois autres Corps une demande de charge sur les réclamations. Il y a également un différend quant à savoir si la Littuania peut répertorier les anciens membres de l'équipe Corpsland et le Silber-Litthuania comme anciens dans leur liste de corps. Finalement, un règlement est trouvé.
En janvier 1920, le Littuania demande de nouveau l'antidatage. Le résultat est neuf réclamations groupées pour les clubs et 24 paires de PP. En plus de cela, le CC dépose une plainte contre le discrédit du SC des autres garçons du corps. L'OKC 1921 rejette la demande du Littuania. En novembre 1927, le Littuania veut faire inscrire dans les invitations aux fêtes de fondation la référence à 1894 et 1829. Le fait que Masovia s'y oppose dans un mémorandum incite le Littuania à transmettre aux CC concernés une demande de charge sur les pistolets. Le tribunal d'honneur l'accorde. Wilhelm Fabricius, le président du comité d'antidatage, s'est personnellement chargé de l'affaire Littuania c/a Königsberger SC. La négociation donne lieu à des discussions animées, mais n'aboutit pas à une décision. Dans un accord, le Littuania obtient la référence aux deux années de fondation. Pour cela, elle s'abstient d'antidater. Cet accord règle également les demandes de pistolet approuvées.
Sous la pression du régime nazi, le Littuania cesse ses activités à l'automne 1935. De 1938 à 1944, les anciens soutiennent la camaraderie Tannenberg, qui a son domicile à la Littauerhaus. Pendant la Seconde Guerre mondiale, 49 membres du corps sont morts : 36 sont tombés, 13 restent portés disparus ou sont morts en captivité.

### Membres du Littuania (1894)
- Christoph Aschmoneit (de) (1901–1984), principal constructeur de sous-marins
- Rudolph Blüthner-Haessler (de) (1903-1966), avocat, directeur de la fabrique de pianos Blüthner à partir de 1932
- Herbert Böttcher (de) (1907–1950), SS et chef de la police
- Eduard Louis Busch (de) (1854-1932), juge à la Cour impériale
- Alfred Densch (de) (1874–1931), professeur de pédologie
- Friedrich Karl Dermietzel (de) (1899-1981), médecin ORL et officier SS
- Alexander Dorner (1893–1957), historien de l'art (démissionnaire)
- Julius Eichelbaum (de) (1850-1921), juge au Reichsgericht
- Alfred Funk (de) (1897–1943), directeur du tribunal de district
- Siegfried Hoffheinz (de) (1892–1952), chirurgien et médecin
- Hans-Werner Janz (de) (1906-2003), directeur médical des institutions de Wahrendorff
- Peter Orlowski (de) (1911–1993), administrateur de l'arrondissement de Jarotschin
- Franz Katluhn (de) (1865-1942), président du Sénat à la cour impériale
- Ernst Ludwig Krantz (de) (1851-1918), juge à la Cour impériale de justice, député de la chambre des représentants de Prusse
- Walter Krantz (de) (1883-1945, disparu), juge à Halle et à Berlin
- Hans Loeffke (de) (1906-1974), fondateur du Musée d'État de Prusse-Orientale (de) à Lunebourg
- Felix Mach (de) (1868-1940), chimiste agricole
- Bruno Moeller (de) (1875–1952), président de la direction de la Reichsbahn à Königsberg
- Kurt Riedel (de) (1890-1948), médecin en Prusse-Orientale
- Bernhard Platz (de) (1898-1983), avocat administratif à la Reichsbahn et au Sénat de Brême
- Lothar Selke (de) (1909-1980), journaliste et historien étudiant
- Ernst Siehr (1869-1945), cofondateur du Parti démocrate allemand, 1920-1932 haut président de la Prusse-Orientale
- Karl Trautmann (1908-1945), colonel, récipiendaire de la croix de chevalier
- Horst Uffhausen (de) (1909–1999), juge fédéral
- Ernst Wunderlich (de) (1898-1978), juge général

## Maisons de corps
La première maison du corps du Littuania est à côté de la maison de celle du Hansia au 3 Münzstraße. Les deux maisons ont un accès direct à l'étang du château de Königsberg, qui est perdu avec l'aménagement de la promenade. "Depuis une fenêtre de la taverne, on pouvait accéder à la maison de Littau en empruntant une passerelle autour de la vitrine du photographe. C'est là que se produisirent les fameuses intrusions dans la sphère d'intérêt amoureuse de nos voisins ... Koopmann préféra se faire acrobate. Il sautait d'une fenêtre du premier étage sur la Münzstraße pavée de granit, sur laquelle se trouvaient en outre les rails du tramway, et arrivait toujours bien en bas, ce qui lui valait à chaque fois une bouteille de champagne de la part des spectateurs",.
En 1934, l'ancien club-house du club automobile d'Allemagne de l'Est, situé au 25 Hintertragheim, est acheté comme deuxième maison de corps. La maison se trouve également à proximité immédiate de l'étang du château, avec un jardin en terrasses descendant vers l'étang. Elle dispose de salles de réunion et de chambres pouvant accueillir jusqu'à vingt hommes. Elle répond ainsi aux exigences de l'Association nationale-socialiste des étudiants allemands pour l'établissement de "camarades résidentiels".

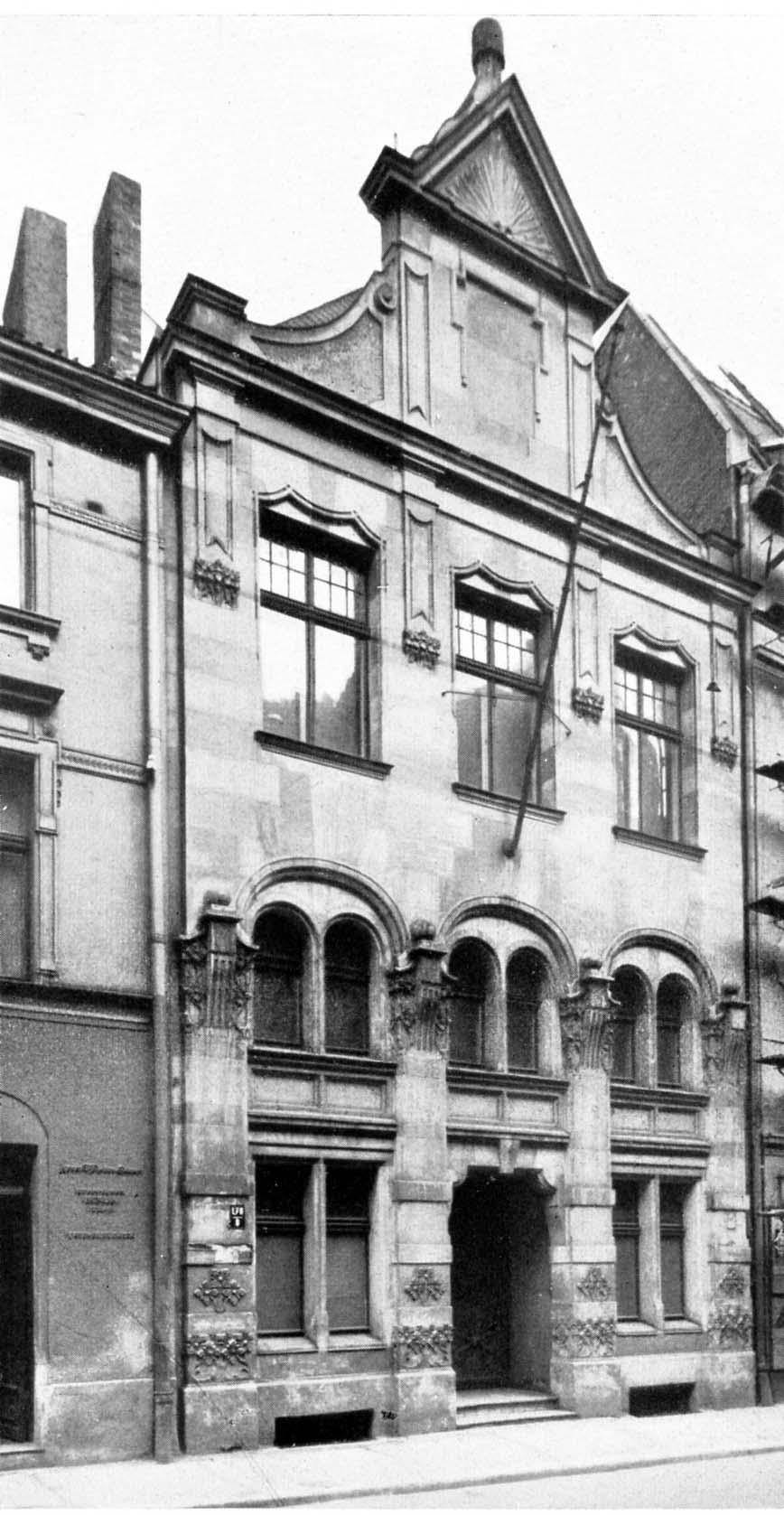
1re maison du corps
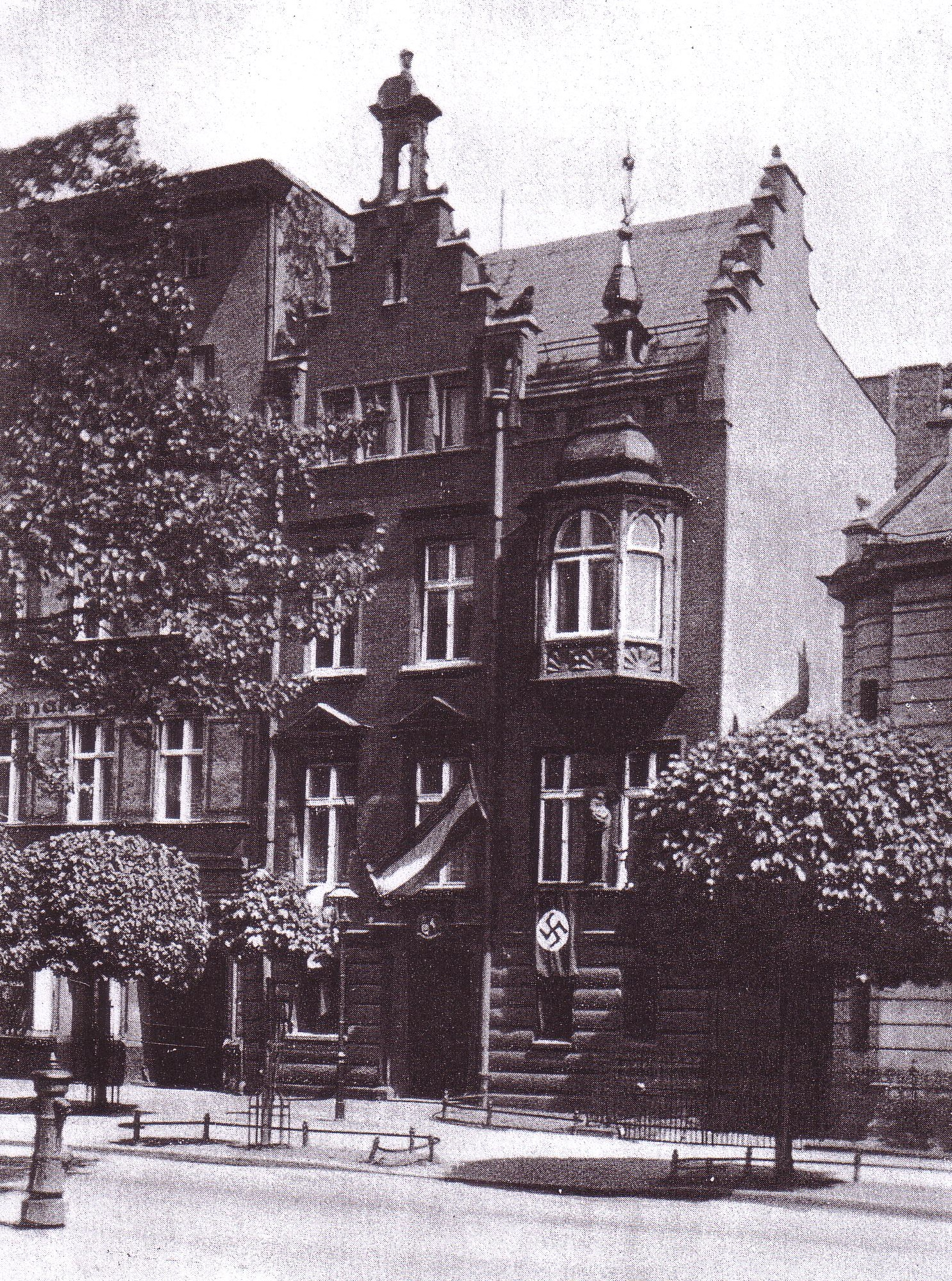
2e maison du corps
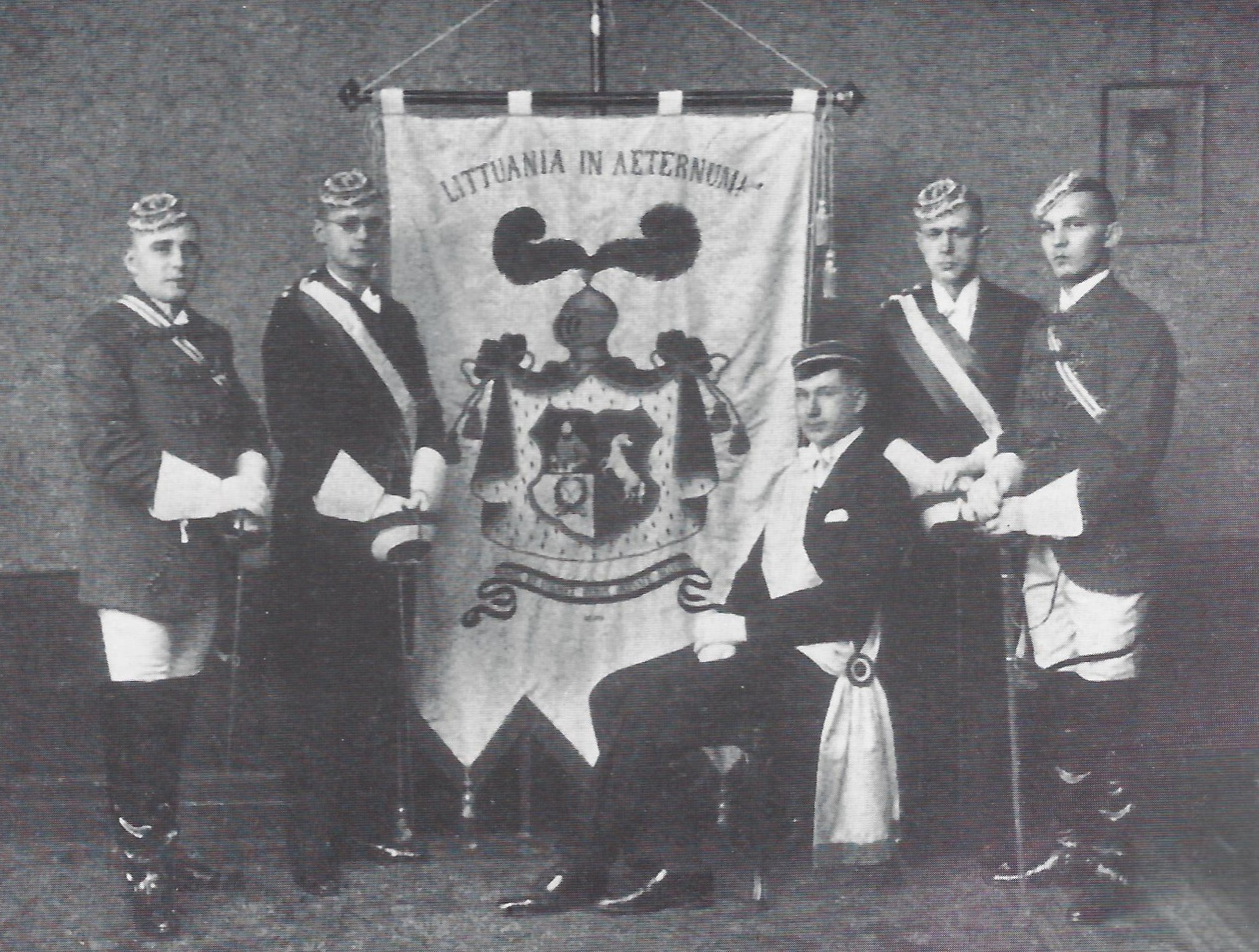
Lituaniens(1929)
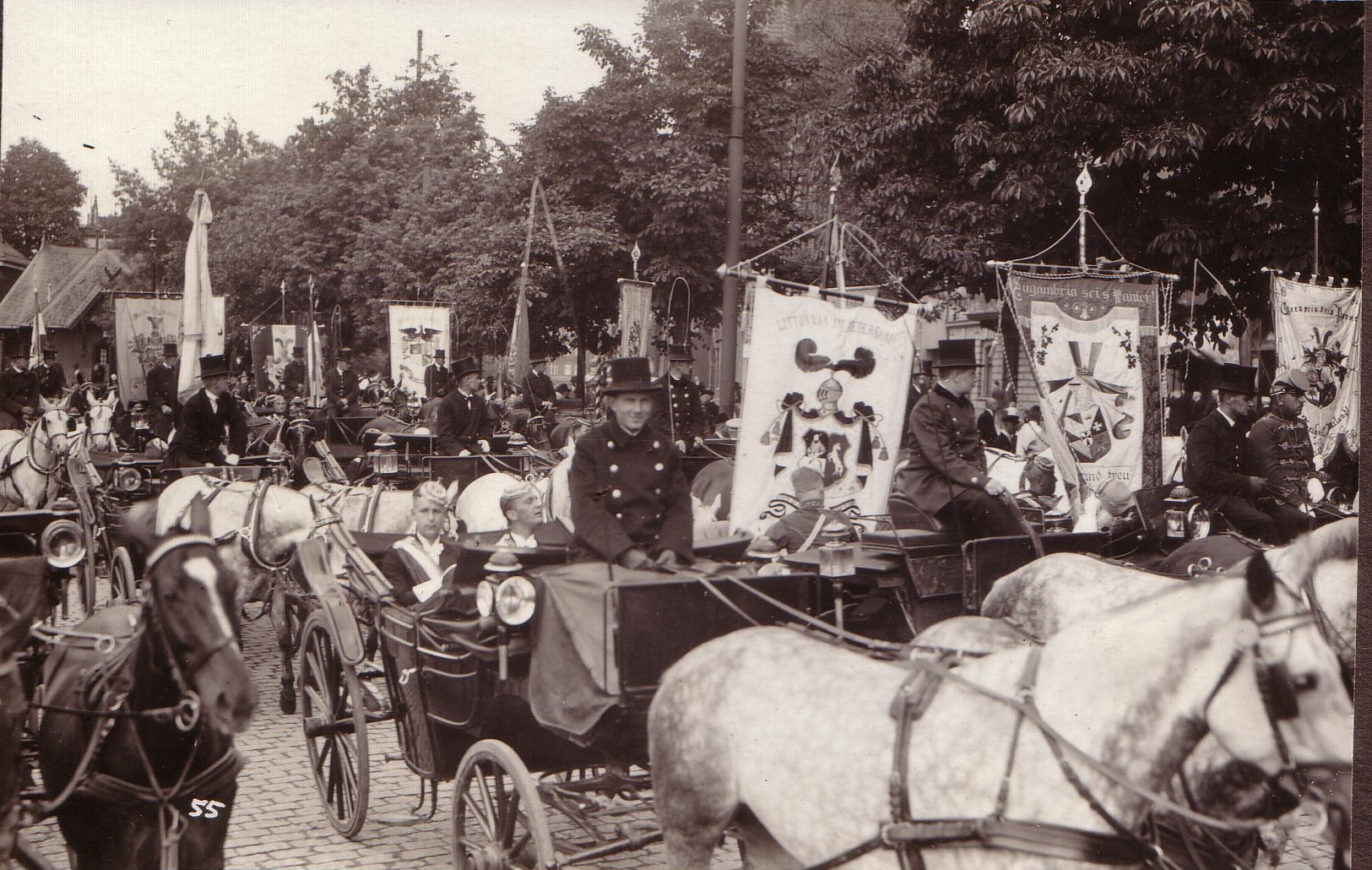
Parade des Lituaniens (1930)

## Corps amis
Lorsque le Littuania est admis dans le Königsberger SC en 1894, les trois autres corps prennent le chemin des cercles de Kösen (de). Il lui est donc très difficile d'établir des relations dans le Reich et il finit par rejoindre le cartel d'Allemagne du Sud via le Corps Makaria München (de).
- Corps Neoborussia Halle (de) (du 31 janvier 1921 au 31 janvier 1926)
- Corps Borussia Berlin (1928/1926)
- Corps Makaria München (de) (1928/1926)
- Corps Franconia Würzburg
- Corps Bavaria Erlangen (de) (31 janvier 1929)[A 6]

## Corps Albertina
Dans la période d'après-guerre, la tradition du Littuania est relancée. Huit Lituaniens, neuf Baltes (de) et cinq Hanséatiques fondent le 12 mars 1950 le Corps Albertina Hambourg. Les descendants de Lituaniens (pas de Baltes) dominent encore aujourd'hui le club des anciens d'Albertina.

## Archives
En 2010, on apprend que les dossiers du Littuania sont conservés dans l'inventaire de l'Université Albertus aux Archives d'État polonaises à Olsztyn (Allenstein),.

### Remarques
1. ↑  H. Meitzen (1826–1896), KKL 1910, 139/11
2. ↑  Adolf Schlenther († 1865), Stadtsyndikus in Tilsit; KKL 1910, 140/194
3. ↑  In den Kösener Corpslisten 1910 wird K. v. Saucken bei Saxo-Borussia nicht aufgeführt
4. ↑  In seiner Corpstafel 1935 führt Passauer die 68 Landsmannschafter namentlich auf, die zwischen dem Wintersemester 1834/35 und dem Sommersemester 1891 nicht zum Corps übergetreten waren. Von ihnen lebten 1894 noch etwa 50, 1935 noch 4.
5. ↑  Egon Busch, Assessor in Leipzig, gefallen 1915 in der Champagne; KCL 1930, 88/708
6. ↑  Mit Bavaria Erlangen hatte Littuania fünf gemeinsame Corpsbrüder: Joseph Scheuer, Helmut Passauer, Hans Sparrer, Martin Passauer und Adolf Roth.
7. ↑  Polnisch: Archiwum Państwowe w Olsztynie. vgl. Frankfurter Allgemeine Zeitung, 3. November 2010, S. N 3

## Voir auusi